# Ronald Spogli
Ronald P. Spogli (Los Angeles, 25 marzo 1948) è un politico, diplomatico e imprenditore statunitense, ex-ambasciatore in Italia sotto l'amministrazione Bush.

## Biografia
Di origini italiane (la famiglia paterna è originaria di Gubbio), Spogli si è laureato nel 1970 in storia all'Università di Stanford, California; ha conseguito nel 1975 un master in business administration presso l'Università di Harvard.
Oltre ad aver sempre mantenuto uno stretto rapporto con il mondo accademico statunitense, nel 1983 ha avviato un'attività imprenditoriale fondando quella che è una delle più importanti società finanziarie e di investimento degli Stati Uniti, la Freeman Spogli & Co., che porta il suo nome e che ha investito oltre 2,4 miliardi di dollari nel portafoglio di 41 aziende e società.
Alla fine degli anni sessanta ha trascorso tre anni di studio in Italia, principalmente a Firenze, dove ha avviato numerosi progetti di collaborazione interuniversitaria ed ha avuto modo di apprendere perfettamente la lingua italiana.
Anche in relazione alla sua grande amicizia con il presidente degli Stati Uniti George W. Bush, sviluppatasi negli anni degli studi universitari, nel 2005 è stato nominato ambasciatore degli Stati Uniti in Italia. Il Senato degli Stati Uniti lo ha confermato con una votazione avvenuta il 30 giugno 2005. In veste di ambasciatore statunitense in Italia si è spesso portato all'attenzione delle cronache e alla notorietà, molto più dei suoi predecessori, per prese di posizione, interviste televisive, articoli su quotidiani italiani ed innumerevoli partecipazioni a convegni e tavole rotonde.
Ha fondato in California, insieme alla Stanford University, il "Freeman Spogli Institute for International Studies".
Nel novembre 2008 Spogli informava Washington, in un cablogramma riservato divulgato da Wikileaks, di come Berlusconi “rifiuta costantemente i consigli strategici del suo ministro degli esteri, demoralizzato, privo di risorse e sempre più irrilevante”. La debolezza di Frattini veniva rilevata dagli Stati Uniti particolarmente riguardo alle relazioni italo-russe.
Spogli ha lasciato l'ambasciata in Italia nel febbraio 2009 con un discorso nel quale ha indicato i punti deboli che secondo l'ambasciatore frenano gli investimenti esteri in Italia, tra cui una burocrazia onnipresente, un mercato del lavoro poco flessibile, un sistema della giustizia lento, la mancanza di meritocrazia.
Nel 2016 gli è stato attribuito alla Camera dei deputati il Premio America della Fondazione Italia USA.